# Cuenca de Campos
Cuenca de Campos é um município da Espanha na província de Valladolid, comunidade autónoma de Castela e Leão, de área 47,93 km² com população de 246 habitantes (2007) e densidade populacional de 5,40 hab/km².

## Demografia
| Variação demográfica do município entre 1991 e 2004 | Variação demográfica do município entre 1991 e 2004 | Variação demográfica do município entre 1991 e 2004 | Variação demográfica do município entre 1991 e 2004 |
| --------------------------------------------------- | --------------------------------------------------- | --------------------------------------------------- | --------------------------------------------------- |
| 1991                                                | 1996                                                | 2001                                                | 2004                                                |
| 326                                                 | 306                                                 | 270                                                 | 259                                                 |